# Marsilio da Carrara

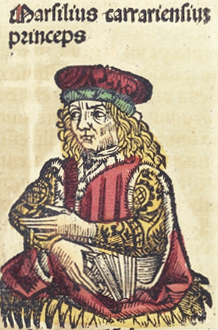
Marsilio da Carrara, heer van Padua

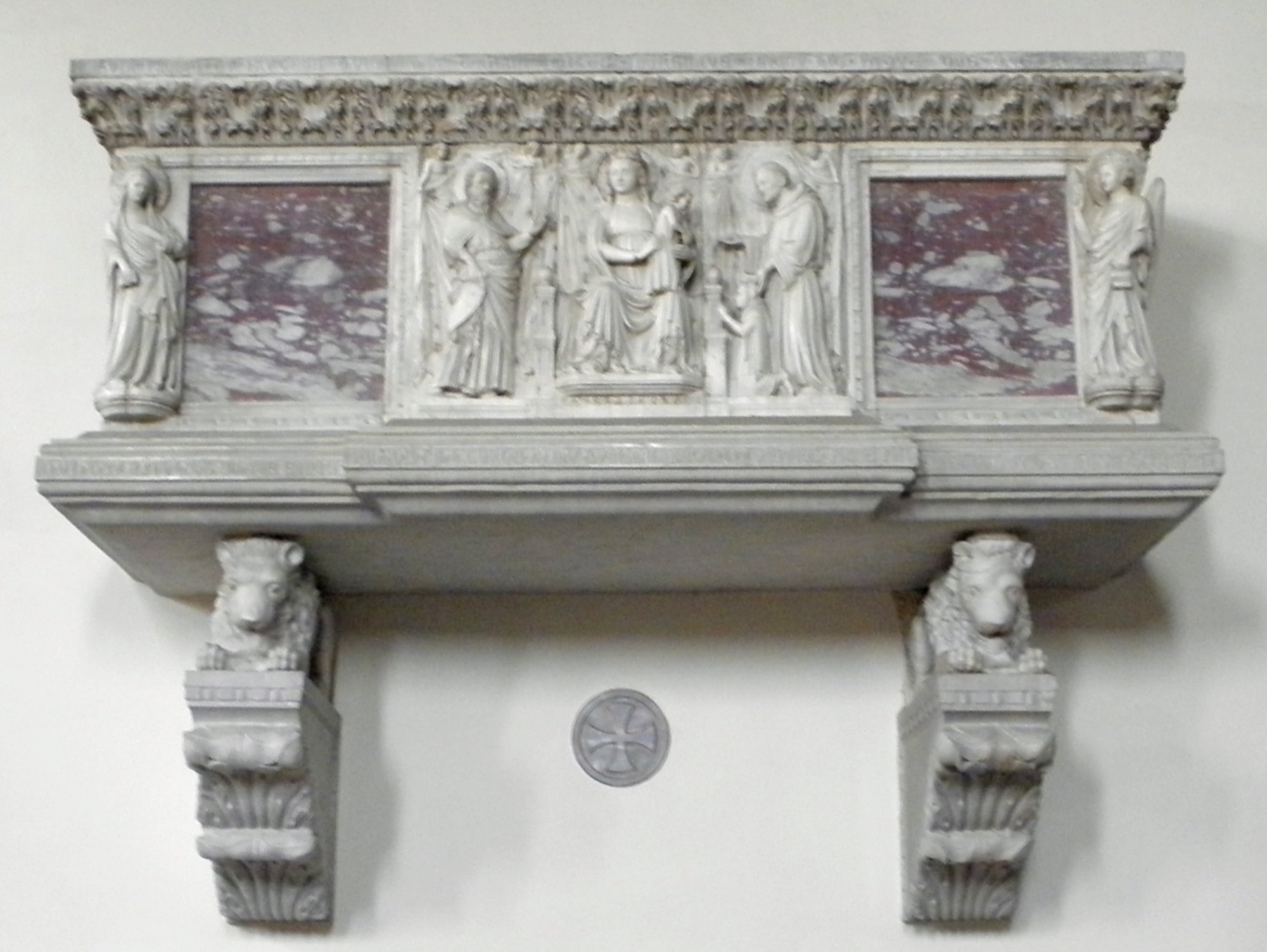
Zijn marmeren sarcofaag in de abdijkerk van Due Carrare

Marsilio da Carrara (Padua, 1294 – aldaar, 21 maart 1338) was heer van Padua in de jaren 1324-1328 en 1337-1338. Tussenin was Marsilio vicarius of baljuw van Padua onder de heerschappij van Cangrande della Scala, de heer van Verona die Padua bezet hield.

## Levensloop
De Noord-Italiaanse stadstaat Padua behoorde tot het Heilige Roomse Rijk.
Marsilio was een neef van Jacopo I da Carrara, bijgenaamd il Grande of de Grote. Zijn oom Jacopo I was de eerste van het Huis Carrara om Padua in haar macht te krijgen, eerst als kapitein-generaal en nadien als heer. Binnen het Heilig Roomse Rijk was Padua formeel een stad onder de heerschappij van de hertogen van Karinthië. Deze laatste heren stonden bekend als Ghibellijn of keizersgezind, terwijl het Huis Carrara veelal doorging als Welf, of pausgezind.
In 1324 stierf zijn oom Jacopo I. Marsilio slaagde erin zich tot heer van Padua uit te roepen, ondanks hertogsgezinden in de stad en ondanks tegenstrevers in zijn eigen familie. Het beleid van heer Marsilio bestond erin een onafhankelijke koers te varen los van de Duitse invloed vanuit Karinthië. Zijn politieke tegenstrevers namen de vlucht naar de hertog van Karinthië, of nog meer naar het nabije Verona waar Cangrande della Scala de plak zwaaide. 
Zo was er het oproer in 1326 van zijn neef Niccolo, een oproer dat heer Marsilio maar moeilijk de baas kon. Hertog Hendrik VI van Karinthië en Tirol kwam Marsilio niet ter hulp. Ook een verzoeningspoging van legaten van paus Johannes XXII tussen de pausgezinden Marsilio en zijn neef Niccolo loste niets op. Niccolo's oproer bleef aanzwellen en zelf stond Niccolo dicht bij een staatsgreep. Marsilio verzoende zich met Cangrande della Scala doch dit had een prijs: Marsilio stond het bestuur van Padua af aan Cangrande die met zijn troepen vanuit Verona in Padua marcheerde (1328). Marsilio bleef weliswaar aan de macht in Padua als zijn vicarius.
Doch de republiek Venetië was niet gediend met het machtige Verona aan haar grenzen. Zowel Venetië als Florence drongen aan op een machtswissel in Padua. Marsilio liet zijn loyauteit aan het Veronees Huis della Scala schieten (1337). Een leger van Venetianen en Florentijnen marcheerde Padua binnen en verjoeg de Veronezen (1337). Heer Marsilio keerde terug aan de macht in Padua (1337). Marsilio mocht dan wel opnieuw heer van Padua zijn doch Padua was niet meer dan een protectoraat van de doge van Venetië. Dit uitte zich in een handelsverdrag tussen Padua en Venetië dat gunstig uitviel voor de Venetianen (1337). 
Heer Marsilio liet de stadsmuren van Padua versterken (1337-1338) en stierf in zijn geboortestad in 1338. Hij werd begraven in de kerk Santa Maria Novella en nadien herbegraven in de abdij van Santo Stefano in Due Carrare, dat de necropolis van het Huis Carrara. In de abdijkerk kreeg Marsilio een marmeren sarcofaag.
Zijn neef Ubertino da Carrara ( - 1345) volgde hem op als heer van Padua.